# Russon Cars
Die Russon Cars Ltd. war ein britischer Automobilhersteller, der nur 1951 in Leighton Buzzard (Bedfordshire) ansässig war.
Es entstanden zwei unterschiedliche Modelle des leichten Sportwagens. Eines war mit einem Einzylindermotor von J.A.P. ausgestattet, das andere mit einem Zweizylinder-Reihenmotor von Excelsior.